# ATC kód N
ATC kód N je oddílem Anatomicko-terapeuticko-chemické klasifikace léčiv.
N. Nervová soustava
- N01 - Anestetika
- N02 - Analgetika
- N03 - Antiepileptika
- N04 - Antiparkinsonika
- N05 - Psycholeptika
- N06 - Psychoanaleptika
- N07 - Jiná léčiva CNS včetně parasympatomimetik